# Горбульский, Беньямин Яковлевич
Беньями́нас Горбу́льскис  (Беньямин Яковлевич Горбульский, при рождении Беньо́мин Горбу́льский; 14 сентября 1925, Каунас — 14 июля 1986, Вильнюс) — литовский советский композитор, заслуженный деятель искусств Литовской ССР (1975), народный артист Литовской ССР (1985).

## Биография
Родился в Каунасе в еврейской семье. Отец — Яков Самуилович (Шмуэлевич) Горбульский (1894, Гродно — ?) — был бухгалтером, мать — Ида Вольфовна Браун (1898—?) — журналисткой. Окончил среднюю школу в Каунасе в 1941 году. В 1941—1947 годах жил в России. Мобилизованный в армию, был музыкантом военного оркестра, капельмейстером. В 1947 году обосновался в Вильнюсе. В 1958 году окончил Консерваторию Литовской ССР по классу композиции Эдуардаса Бальсиса.  С 1959 года член Союза композиторов Литвы. 
Похоронен на Антокольском кладбище.

## Творчество
Автор оперетт, 17 инструментальных концертов (1952—1978), поэмы для кларнета и струнного квартета (1980), квартета (1982) и сюиты для струнного квартета «Три автопортрета» (1983), поэмы для флейты и камерного оркестра (1984), произведений для духового оркестра, около 600 песен, музыки к спектаклям.

### Основные произведения
- Симфоническая поэма «Партизаны» (1954)
- «Фестивальная увертюра» для симфонического оркестра (1956)
- Опера «Франк Крук» (поставлена в 1959 году)
- Оперетты «Любовь и жесть» (1959, постановка 1960), «Время любить» (постановка 1965), «Новогодний карнавал» (постановка 1965), «Три вечера» (постановка 1967), «Дон Жуан, или любовь к геометрии» (постановка 1969), «Адомас не хочет быть Адомасом» (1979, постановка 1982)
- Балет для детей «Приключения Микиса» (постановка 1983)